# Euselasia gemellus
Euselasia gemellus är en fjärilsart som beskrevs av Fabricius 1793. Euselasia gemellus ingår i släktet Euselasia och familjen Riodinidae. Inga underarter finns listade i Catalogue of Life.